# 新藤遼
新藤 遼（しんどう はるか、1999年10月21日 - ）は、日本の俳優、モデル。
千葉県出身。身長180cm、スリーサイズB:82cm、W:70.5cm、H:95cm。靴のサイズは26.0cm。

## 人物
幼少期をタイ・バンコクで過ごす。現地でもフットサルチームに所属し、日本では柏レイソルを応援している。

## 出演

### テレビドラマ
- フジテレビ系列 木曜劇場「SUPER RICH」（2021年10月） - スリースターブックスレギュラー社員 役
- 「仮面ライダーリバイス」第30話（2022年4月） - 元サッカー部員 役
- 「家政夫のミタゾノ」第6話（2022年5月27日） - 老人ホーム職員 役
- TBSドラマストリーム「理想ノカレシ」（2022年5月30日） - 高校生 役

### 再現VTR
- CX「新しいカギ」東京リベンジャーズ再現VTR （2021年8月） - ヤンキー 役
- CX「全力!脱力タイムズ」再現VTR （2022年4月1日） - 新入社員 役
- NTV「ぐるぐるナインティナイン」ゴチ再現VTR（2022年7月28日） - 松本潤 役

### 配信
- ABEMA「29.4 ~ワタシの選択~ with anan」#1恋愛篇（2022年6月）

### CM
- ビジネスブレイン太田昭和（2021年10月）
- 日本マスクパッケージモデル（2021年8月）
- MEN'S TBC　TV-CM（2021年11月）
- ゲームアプリ「暁ノ天刃録」WEB-CM（2022年6月）

•巨大ス－モと今田さんの初めての住まい探し篇SUUMOTV-CM

### 舞台
- 空感演人『PRIDE』（2021年5月） - 特攻隊員 柳喜一郎 役
- インヘリット東京 第34回池袋演劇祭参加作品『ザ・ファイナル・セカンド〜永遠の一秒1989〜』（2022年9月1日 - 4日、萬劇場） - 影山純次（J） 役【脚本・演出：畠山貴憲】[1]

### その他
- 写真展「はじまりの、役者100人展」（2021年12月）